# Ooedigera
Ooedigera peeli es un vetulícolo extinto del Cámbrico Inferior descubierto en el Groenlandia del Norte. El frente de su cuerpo, aplanado horizontalmente y de forma ovalada, probablemente presentaba un patrón reticulado o anastomosado, con cinco bolsas branquiales distribuidas uniformemente a lo largo de la línea media. La cola, también bulbosa y aplanada horizontalmente, estaba segmentada en siete placas unidas por membranas flexibles que permitían el movimiento. Se cree que Ooedigera nadaba mediante movimientos laterales, similares a los de un pez. Es posible que habitara en una zona de mínimo oxígeno junto a varios depredadores, en un ecosistema sustentado por tapetes microbianos quimiosintéticos, y que se alimentara como detritívoro o por filtración cerca del fondo marino.

## Etimología
El nombre del género, Ooedigera, proviene del griego antiguo: ooedis («con forma de huevo» o «ovalado») y geros («viejo»). El nombre de la especie, peeli, honra al profesor John S. Peel, del Servicio Geológico de Groenlandia, quien investigó exhaustivamente la localidad donde se descubrió Ooedigera.

## Taxonomía

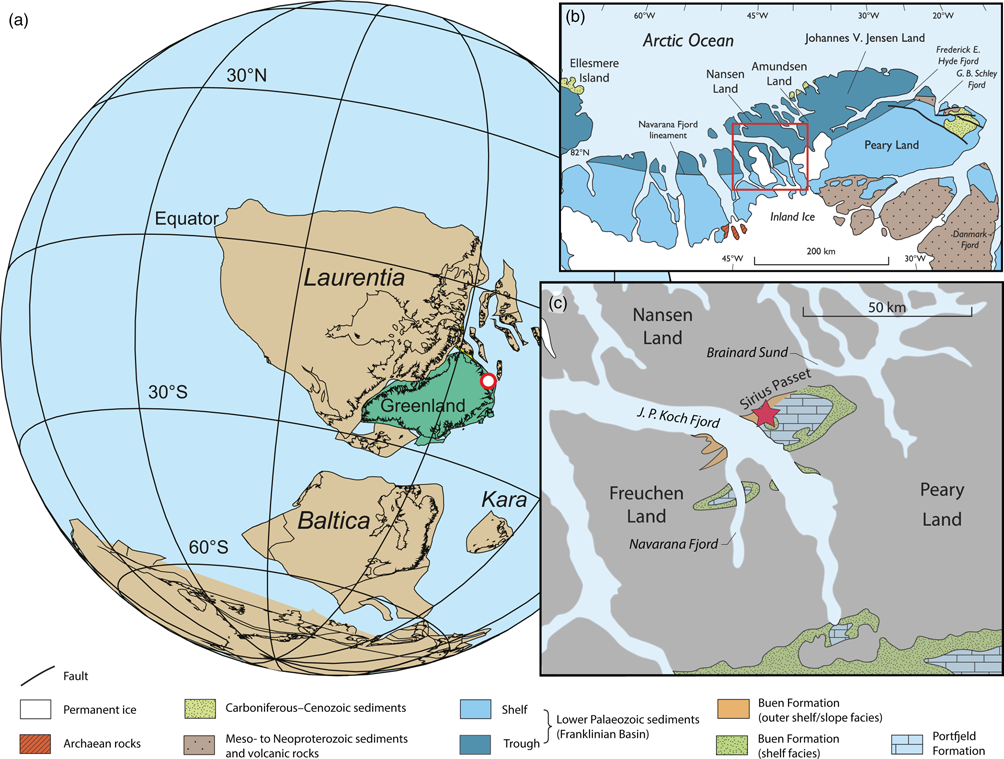
Sirius Passet durante el Cámbrico Inferior.

El espécimen tipo, catalogado como MGUH 29279, fue hallado en el Lagerstätte del Cámbrico Inferior de Sirius Passet, ubicado en la Formación Buen de Groenlandia del Norte. Esta región corresponde al Cámbrico Inferior, etapa 3, hace aproximadamente 519-516,5 millones de años. El fósil, una compresión plana conservada en lutolita fisible, muestra una delgada y peculiar laminación, junto con pequeñas manchas que representan restos de otros organismos, como esponjas y trilobites.
Ooedigera se clasifica dentro del subfilo extinto del Cámbrico Vetulicolia, en la familia Vetulicolidae, junto con Vetulicola. Es el tercer vetulícolo encontrado fuera de las Esquistos de Maotianshan en China; los otros son un ejemplar no descrito de la Formación Mural en Canadá y Nesonektris de los Esquistos de Emu Bay en Australia.
Los vetulícolos forman un subfilo de Deuterostomia primitivos, un grupo amplio de animales en los que, durante el desarrollo fetal, la primera abertura se convierte en el ano, a diferencia de los protóstomos, donde se convierte en la boca. Inicialmente clasificados como Arthropoda, los vetulícolos han sido reubicados varias veces. Se ha sugerido que podrían ser cordados primitivos o un grupo no válido de tunicados primitivos. También se ha propuesto una relación más cercana con los protóstomos, como ecdisozoos (que incluyen artrópodos, nematodos y taxones relacionados), específicamente quinorrincos (criaturas vermiformes segmentadas).

## Anatomía
El espécimen tipo mide 41,3 milímetros (1,63 plg) de longitud total y su estructura corporal se divide en un cuerpo anterior ovoide y una cola segmentada. Este ejemplar parece haber sido comprimido lateralmente durante la fosilización, y debido al plegamiento irregular de su contorno, su piel pudo haber sido más blanda que la de otros vetulícolos.
El frente del cuerpo, de forma ovalada, tiene 22,5 milímetros (0,9 plg) de largo y 14 milímetros (0,6 plg) de alto, y está aplanado horizontalmente. Su borde frontal es recto, mientras que el posterior termina en punta, intersectando la línea media. A diferencia de los vetulícolos chinos, este ejemplar no muestra evidencia de una cresta a lo largo de la línea media; la ausencia de esta característica podría ser significativa para su taxonomía, aunque se necesitan más especímenes para confirmarlo. Como otros vetulícolos, presenta cinco aberturas branquiales distribuidas uniformemente en la línea media, ubicadas a 3,3 milímetros (0,1 plg) del borde frontal y 2,4 milímetros (0,1 plg) del posterior. El cuerpo anterior parece haber tenido un patrón reticulado o anastomosado. Esta ornamentación también se observa en Beidazoon, similar en tamaño a especímenes juveniles de Vetulicola; hasta el descubrimiento de Ooedigera, no se habían encontrado formas ornamentadas de tamaño comparable a otros vetulícolos adultos.
La cola, asimétrica y aplanada horizontalmente, mide 18,8 milímetros (0,7 plg) de largo y 8,7 milímetros (0,3 plg) de alto, y está dividida en siete segmentos conectados por membranas flexibles que facilitaban el movimiento. Cada segmento tiene bordes cóncavos, dándole una forma de reloj de arena en vista lateral. Los segmentos 2 al 7 son planos en la parte inferior, y los segmentos 5 al 7 también lo son en la superior. El último segmento es más corto que en otros vetulícolos. Dada su aplanamiento asimétrico, es probable que la cola se propulsara mediante movimientos laterales, como los de un pez, en lugar de verticales.

## Paleoecología
Se desconoce en gran medida de qué se alimentaban los vetulícolos. Al carecer de bocas adaptadas para masticar o atrapar presas, probablemente no eran depredadores ni carroñeros. Sin extremidades, es poco probable que excavaran o vivieran en el fondo marino; en cambio, habitarían la columna de agua (necton), posiblemente cerca del fondo (nectobéntico). Podrían haber sido flotadores pasivos, pero es posible que usaran las branquias para propulsión por chorro, como los taliáceos. También podrían haber practicado alimentación por filtración, tragando y expulsando agua activamente a través de la boca y las branquias, respectivamente. Sin embargo, en Vetulicola, Banffia y Pomatrum se han encontrado sedimentos en el intestino, lo que podría indicar detritívoros en el fondo marino o ser un artefacto de la fosilización. Es posible que emplearan ambos métodos de alimentación, como el moderno gusano bellota Balanoglossus.
En Sirius Passet se han identificado unas 45 especies, en su mayoría fauna endémica, incluyendo trilobites, esponjas, gusanos, y los extintos halquieríidos y lobopodios. También se encontró otro vetulícolo indeterminado. Esta área pudo haber sido una zona de mínimo oxígeno, y, como en el Ediacárico precedente, el ecosistema probablemente dependía de tapetes microbianos quimiosintéticos que sustentaban a herbívoros y filtradores. Los artrópodos y las esponjas son los fósiles más comunes, y algunos artrópodos y lobopodios podrían haber sido los principales depredadores, que parecen haber sido los animales más abundantes.